# Сан Андрес (Колумбия)
Вижте пояснителната страница за други значения на Сан Андрес.
Сан Андрес (на испански: San Andrés) е град в северна Колумбия, административен център на департамента Сан Андрес и Провиденсия. Населението му е 53 700 души по оценка за 2017 г.
Разположен е в северния край на Сан Андрес, малък остров в Карибско море, разположен на 680 km от континенталната част на страната и на 190 km от бреговете на Никарагуа. В миналото е безмитна зона, известна с ниските си цени. Днес основа на икономиката са туризмът и промишленият риболов.